# Crise du crabe

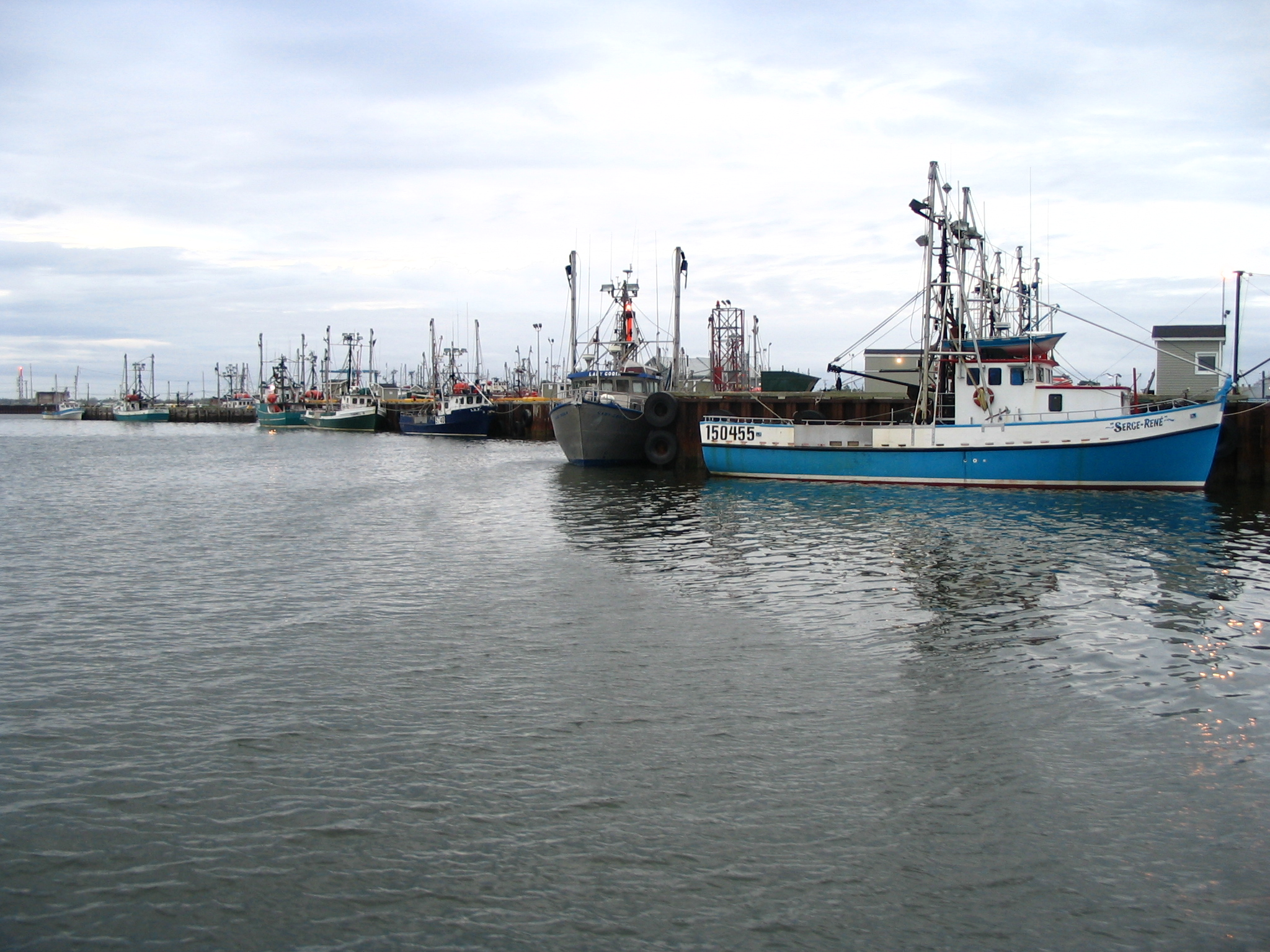
Le port de Shippagan.

La crise du crabe est un courant de protestation de pêcheurs de l'est du Canada, au début du mois de mai 2003, contre une décision de Pêches et Océans Canada. Le principal évènement est une émeute ayant eu lieu dans le port de Shippagan, au Nouveau-Brunswick, le samedi 3 mai 2003. Jusqu'à 250 personnes incendièrent des bateaux, du matériel de pêche et des bâtiments dans le port.

## Causes
La pêche commerciale au crabe des neiges commença dans les années 1960. La pêche se faisait par des pêcheurs dits traditionnels et devint l'une des plus lucratives après celle du homard. Le gagne-pain de plus d'une centaine de ces pêcheurs devint de plus en plus menacé. En 1992, le gouvernement fédéral imposa un moratoire sur la pêche à la morue, soulevant la colère des pêcheurs de poisson de fond. À la suite de cette décision, les pêcheurs de morue réclamèrent un accès à la pêche au crabe pour conserver leurs revenus. Les pêcheurs de homard et de hareng réclamèrent eux aussi une part des quotas. Jusqu'au début des années 2000, le gouvernement fédéral distribuait les quotas en fonction de l'excédent de revenu des pêcheurs traditionnels.
Un plan triennal présenté le vendredi 2 mai 2003 par Pêches et Océans Canada réduisit les quotas de pêche au crabe des neiges de 22 000 à 17 000 tonnes, et accorda une part permanente (15 %) des quotas aux pêcheurs côtiers et Amérindiens. Des pêcheurs de l'Atlantique, de la Gaspésie et des Îles-de-la-Madeleine protestèrent contre ces mesures. La protestation fut la plus forte à Shippagan.

## Déroulement
À Shippagan, le samedi 3 mai 2003, des pêcheurs en colère incendièrent un entrepôt et une usine de transformation du poisson appartenant à l'entreprise terre-neuvienne Daley Brothers. Ils incendièrent aussi 150 casiers et quatre bateaux de pêche appartenant à des Amérindiens qui devaient livrer du crabe à cette usine. Selon les estimations, entre 200 et 250 personnes auraient participé à l'émeute. La Gendarmerie royale du Canada intervint et interdit l'accès au port pendant quelques jours.

## Réactions, enquête et procès

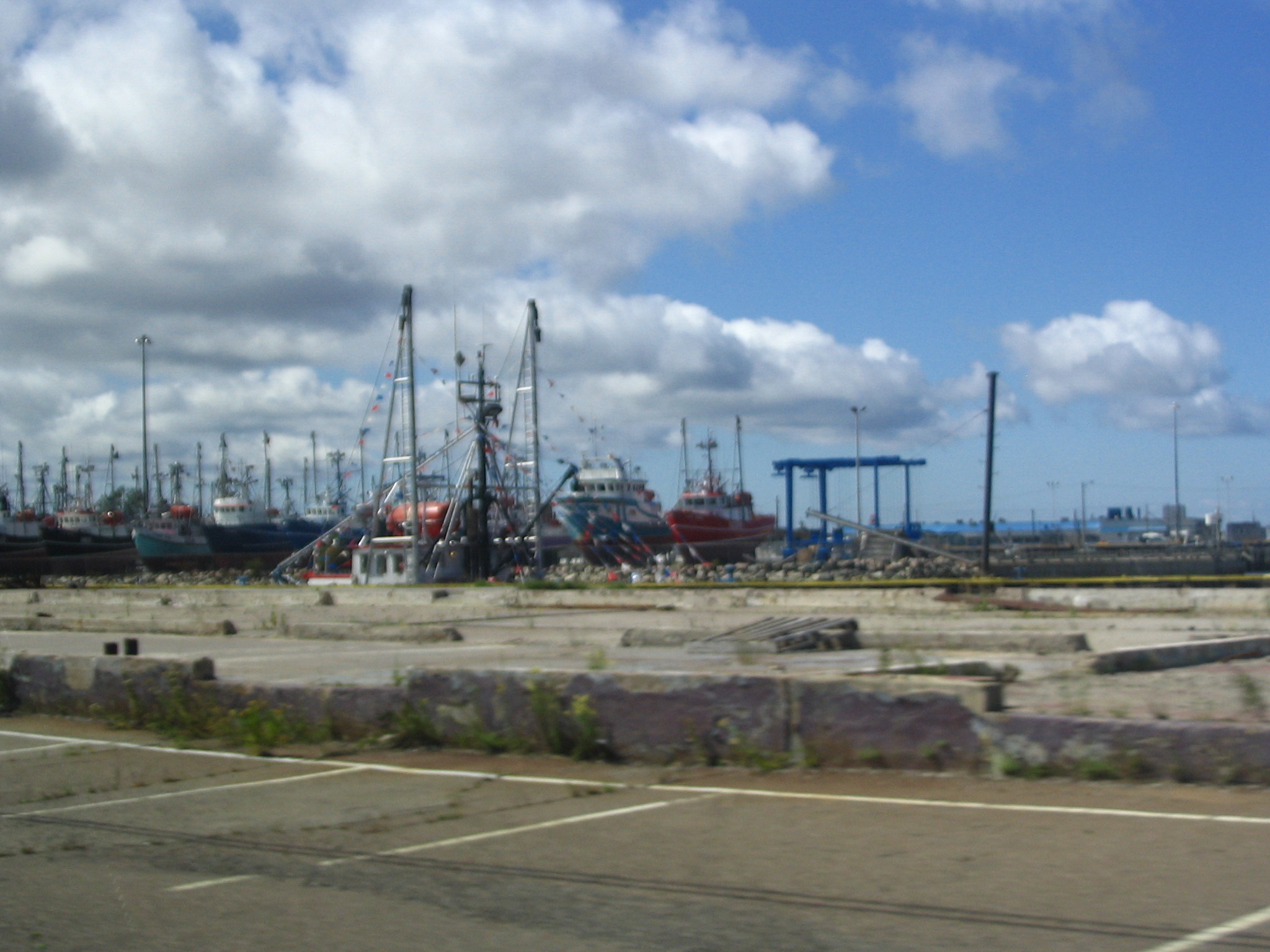
Ruines de l'usine Daley Brothers.

Le lundi 5 mai 2003, 123 pêcheurs traditionnels réunis à Campbellton décidèrent à l'unanimité de ne pas entamer la saison de la pêche au crabe. Ce boycott nuisit évidemment aux 3 000 emplois dans les usines de transformation. Le ministre fédéral des pêches, Robert Thibault, affirma le même jour que le gouvernement était prêt à négocier une augmentation des quotas en échange de la participation des pêcheurs à un programme de conservation de la ressource. D'après lui, une augmentation des quotas de 3 000 tonnes ne mettait pas en danger la ressource.
À la suite de la décision de ces pêcheurs, des manifestations eurent lieu dans le reste du pays, en particulier à Chandler.
L'émeute a coûté des millions de dollars à Daley Brothers et les 350 employés perdirent leur emploi. Daley Brothers intenta une poursuite contre la GRC et une autre de 25 millions de dollars contre la ville de Shippagan.
L'enquête de la GRC sur l'émeute fut la plus importante enquête criminelle de l'histoire du Nouveau-Brunswick. Une centaine de policiers y participèrent pendant trois ans, effectuant environ 1200 interrogatoires et produisant plus de 25 000 pages de documentation.
D'après les Pêcheries Belle-Île, des pêcheurs micmacs de la nation d'Elsipogtog avaient signé un contrat en vue de l'achat des prises de crabe pour la saison 2003. L'entreprise prétendit que ces pêcheurs décidèrent de vendre le crabe à une autre entreprise, et ce, quelques jours avant le début de la saison. Les Pêcheries Belle-Île leur réclama au mois de juillet 2005 la somme de 127 000$.
Le 27 juillet 2005, les pêcheurs en question répliquèrent en intentant une poursuite contre des dirigeants, des actionnaires et des employés des Pêcheries Belle-Île, la GRC et le ministre provincial des transports, Paul Robichaud, pour l'incendie de leurs bateaux. Ce dernier nia toute implication.
Le 5 septembre 2005, la GRC déposa 67 accusations à la cour provinciale de Shippagan. Vingt-huit personnes, tous des résidents de la Péninsule acadienne, furent notamment inculpés de participation à une émeute, de méfait, d'entrée par effraction, d'incendie criminel, d'entrave à la justice et de voie de fait.
Le 6 octobre 2006, à la cour provinciale de Tracadie-Sheila, de nouvelles accusations furent portées contre un capitaine de bateau et 16 membres d'équipage. Le procès fut ajourné pour avoir le temps d'étudier les preuves et reprit le 14 décembre de la même année.
Selon le directeur de la Chambre de commerce de Shippagan, Mérele DeGrâce, les évènements de 2003 ont nui à l'économie et à l'image de la ville. La municipalité de Shippagan a d'ailleurs perdu depuis plus d'un demi-million de dollars en revenus,.

## Pièce de théâtre
Le Théâtre populaire d'Acadie produisit Le Filet, une pièce inspirée des évènements,. Présentée le 27 septembre 2007, la pièce fut un succès malgré quelques menaces contre la représentation à Shippagan.